# Arnaud Gérard
Arnaud Gérard (Dinan, Bretanya, 6 d'octubre de 1984) és un ciclista francès professional des del 2003 i actualment a l'equip Fortuneo-Vital Concept.

## Palmarès
- 2002
  -  Campió del món júnior en ruta
  -  Campió de França júnior en ruta
- 2003
  - Vencedor d'una etapa a la Volta al Bidasoa
- 2008
  - 1r a la Polynormande
- 2015
  - Vencedor d'una etapa al Tour de Poitou-Charentes

### Resultats al Tour de França
- 2008. 132è de la classificació general
- 2014. 132è de la classificació general
- 2015. 133è de la classificació general

### Resultats al Giro d'Itàlia
- 2006. 143è de la classificació general
- 2007. 124è de la classificació general

### Resultats a la Volta a Espanya
- 2009. 105è de la classificació general